# Estación Cuñibal
Cuñibal es una estación ubicada en sector rural de Cuñibal, en la comuna chilena de Los Ángeles, en la línea del Ramal Santa Fe - Santa Bárbara, inaugurada en 1921.
La estación fue suprimida mediante decreto del 22 de abril de 1976, quedando como paradero sin personal.